# 智州 (重庆)
智州，中国唐朝时设置的州。
唐高祖武德二年（619年），设置义州。武德五年（622年）改为智州，治信宁县（今重庆市武隆区江口镇）。下辖信宁县、义泉县（今贵州省湄潭县）、洋川县（今贵州省正安县流渡镇红花滩）、都牢县（今贵州省道真县旧城镇）、绥阳县（今贵州省凤冈县龙泉街道三坝村）。唐太宗贞观元年（627年），绥养县（今贵州省凤冈县永安镇）来属。贞观四年（630年），废除都牢县，贞观五年（631年），宜林县（今贵州省绥阳县）、芙蓉县（今贵州省遵义市播州區泗渡镇松坝站）、瑘川县（今贵州省遵义市播州區虾子镇）、乐安县（今贵州省湄潭县新南乡）来属。贞观十一年（637年）改智州为牢州。